# Виламађина (Перуђа)
Виламађина је насеље у Италији у округу Перуђа, региону Умбрија.
Према процени из 2011. у насељу је живело 87 становника. Насеље се налази на надморској висини од 709 м.